# Радио и телевизия на Косово
Радио и телевизия на Косово (на албански: Radio Televizioni i Kosovës; на сръбски: Radio Televizija Kosova) е държавната обществена радио и телевизия в Косово. Основана на 19 септември 1999 г. с образуването на Косово, като наследява РТС Прищина. Генерален директор е Шкумбин Ахметджекай.

## Телевизионни канали
РТК притежава четири телевизионни канала.
| Логотип | Канал | Описание | Дата на стартиране   |
| ------- | ----- | --- | -------------------- |
|         | РТК 1 | Централен канал, фокусиран върху развлекателни, информационни, спортни и образователни програми, излъчващ на албански език, с някои интервали на сръбски.      | 19 септември 1999 г. |
|         | РТК 2 | Второстепенен канал, за спорт, журналистика и ток-шоута. Той е насочен към малцинствата, има емисии на сръбски, но също и на бошняшки, турски и цигански език. | 7 юни 2013 г.        |
|         | РТК 3 | Информационен канал, насочен към национална и регионална тематика.                                                                                             | 13 март 2014 г.      |
|         | РТК 4 | Канал за изкуство и култура. | 13 март 2014 г.      |

## Радиостанции
РТК притежава две радиостанции.
| Логотип | Радиостанция   | Описание                         | Дата на стартиране |
| ------- | -------------- | -------------------------------- | ------------------ |
|         | Радио Косово 1 | Предава емисии на албански език. |                    |
|         | Радио Косово 2 | Предава емисии на сръбски език.  |                    |